# Dolina Świętojańska

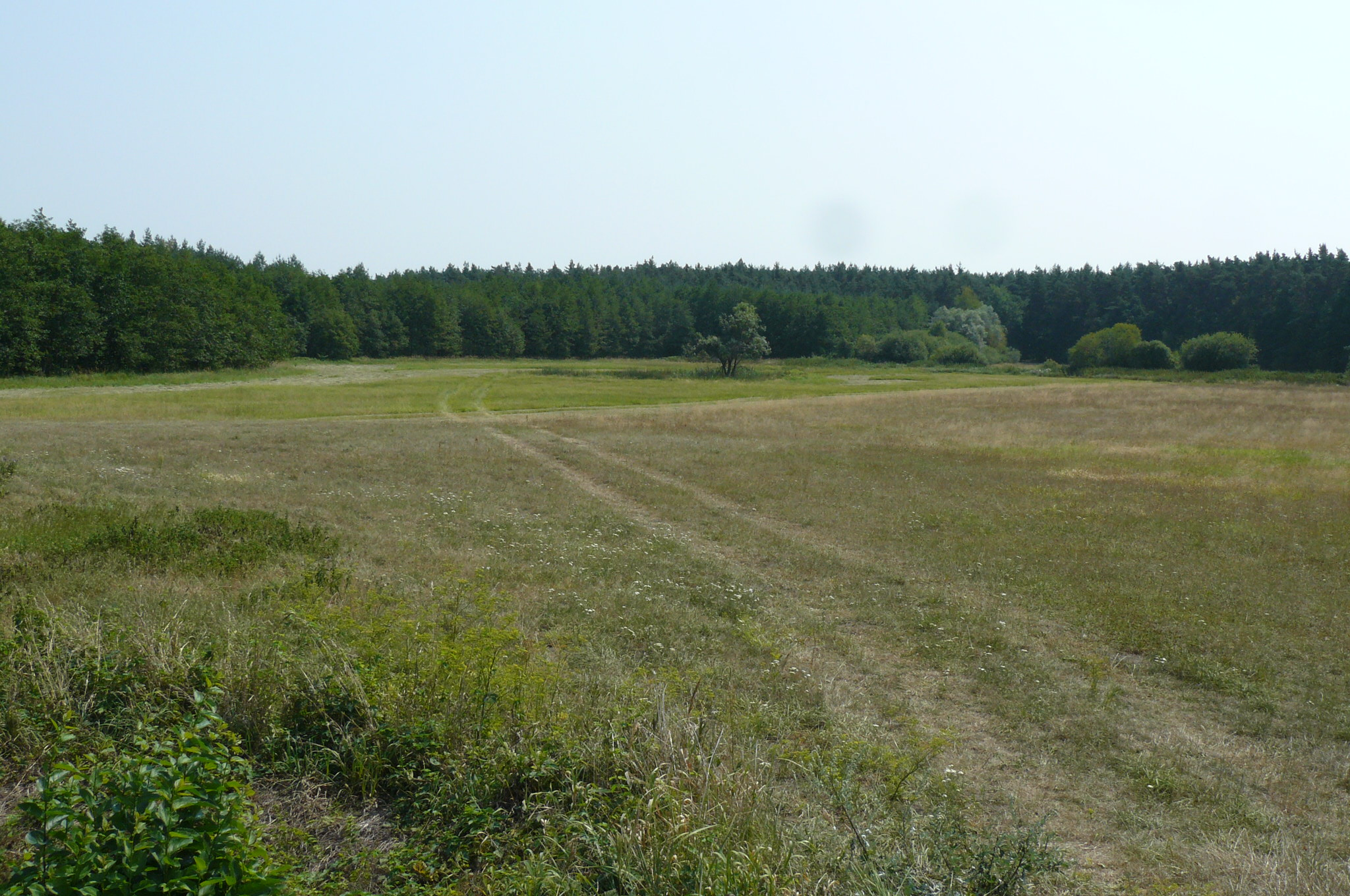
Fragment krajobrazu doliny

Dolina Świętojańska – umowna nazwa dla terenu zlokalizowanego w dolinie Masłówki i Nowej Pijawki, na zachód od Rawicza, pomiędzy tym miastem, a Lasem Łaszczyńskim.
Na terenie doliny, nieznacznie tylko zagłębionej w stosunku do otoczenia, znajduje się kilka mniejszych kompleksów leśnych podzielonych polami i łąkami, a w nich rezerwat przyrody Dębno i dwa pomnikowe dęby. Istnieje tu też zbiornik przeciwpowodziowy na Masłówce wraz z pompownią Izbice. Teren doliny przecinają: linia kolejowa nr 271 (Poznań – Wrocław), drogowa obwodnica Rawicza i droga ekspresowa S5. Przechodzą tędy szlaki turystyczne:  żółty (z Rawicza do Dąbrówki) i  czarny (z Rawicza do Wąsoszy). W okolice rezerwatu Dębno doprowadza ścieżka przyrodniczo-leśna Dębno. Dawniej przez teren doliny przechodziła linia kolejowa Kobylin – Legnica Północna (odcinek Rawicz – Ścinawa), ale została zlikwidowana, mimo że torowiska w większości nadal tu leżą. Na obszarze doliny znajduje się tylko jedna wieś – Masłowo. Na zachód od doliny, w kompleksie leśnym, znajduje się pomnik upamiętniający śmierć Stefana Bobrowskiego (1863). Teren doliny należy do najatrakcyjniejszych przyrodniczo i turystycznie w okolicach Rawicza.